# Operacija Bura
Operacija Bura je operacija HVO-a iz studenoga 1992. godine.

## Okolnosti
Nakon što su u Lipanjskim zorama lipnja 1992. hrvatske snage istjerale Hercegovački korpus VRS iz doline Neretve, snage Republike Srpske su se osvećivale čestim topničkim napadima na neretvansku dolinu, a od gradova na Mostar, Stolac i Čapljinu. Zbog tih učestalih granatiranja, normalni je civilni život bio onemogućen, a brojni su civili stradali za tih granatiranja. 

## Ciljevi
Radi zaustavljanja tih djelovanja, zapovjedništva HV i HVO-a odlučila su prekinuti to te su isplanirali združenu napadnu operaciju imena Bura. Cilj operacije bio je pokušati osloboditi Podveležje i cijeli prostor između Mostara i Dubravske visoravni odnosno brdske masive u istočnoj Hercegovini odakle je djelovalo srpsko topništvo, a zatim protjerati velikosrpske snage prema Hrgudu i dalje od Podveležja. 

## Tijek borbe
U toj je akciji poginuo legendarni borac hrvatskih snaga Božan Šimović, a njegovom je pogibijom ova operacija izgubila zamah. Poginuo je u bitkama koje su se vodile za najjače četničko uporište u Hercegovini Stjepan Krst tzv. Kotu 690. Osim Šimovića, u toj je bitci jedan vojnik dobio teže ozljede, a još četvorica lakše. 
U akciji sudjeluje postrojba HOS-a, iz Čapljine, koja je cijeli rat djelovala iz vojarne HOS-a "Bruno Bušić" Dretelj, a tada radi prelaska HOS-a pod komandu HVO-a, djeluje iz vojarne "Grabovina" u Čapljini i bila je u sastavu 1. Hercegovačke brigade. HOS izvodi u tri dana, tri diverzantske akcije i nanosi neprijatelju velike gubitke u ljudstvu i tehnici i oslobađa trideset km terena od Stoca prema Trebinju, sve do četničkog uporišta "Veliš" na Poplatu, gdje nailaze na veliki otpor četnika. U trodnevnim borbama od trideset pripadnika HOS-a koji su sudjelovali u akciji, četiri HOS-ovca su poginula, a šesnaest ih je ranjeno. U trećoj akciji, radi velikih gubitaka u ljudstvu, pomoć stiže od HOS-a iz Ljubuškog. Veliki broj pripadnika HOS-a izbačen je iz stroja artiljerijskom vatrom, koju su četnici otvorili po vlastitim položajima, što im je bilo moguće radi vrhunski ukopanih bunkera. Žestoki otpor neprijateljskoga pješaštva, onemogućava im zauzimanje uporišta "Veliš" i ujedno čini nemogućim držanje osvojenih trideset kilometara, što je prisilio HOS koji je imao brojne gubitke na povlačenje. Nakon par dana, preostalih deset neozlijeđenih HOS-ovaca s ostatkom postrojbe HOS-a iz Čapljine, uz pomoć jednog bojovnika iz PPN "Ludvig Pavlović", koji im je po noći pokazao put, ponovno uspješno zauzima četničko uporište na Stjepan križu, "Kotu 690" koja je nakon pogibije Božana Šimovića radi velike artiljerijske vatre napuštena. Iako su HOS-ovci uspjeli ponovno zauzeti ovu točku, uspjeh akcije s time nije bio zajamčen.
Akcija nije uspjela. Srpske su snage pružile iznimno snažan otpor. Hrvatske su snage imale velike gubitke. U hrvatskim je snagama pored brojnih bh. Hrvata bilo mnoštvo Muslimana.
Od hrvatskih su postrojba u ovoj operaciji sudjelovale:
- snage HOS-a
- snage HV-a
- snage HVO-a:
  - Postrojba za posebne namjene Ludvig Pavlović

  - postrojba Ante Bruno Bušić

  - ATJ Širokobriješka Kažnjenička bojna HVO

  - mostarske bojne

  - Hercegovačka brigada

  - ostali
  - Crne mambe – Blagaj